# Coblenz (Göda)

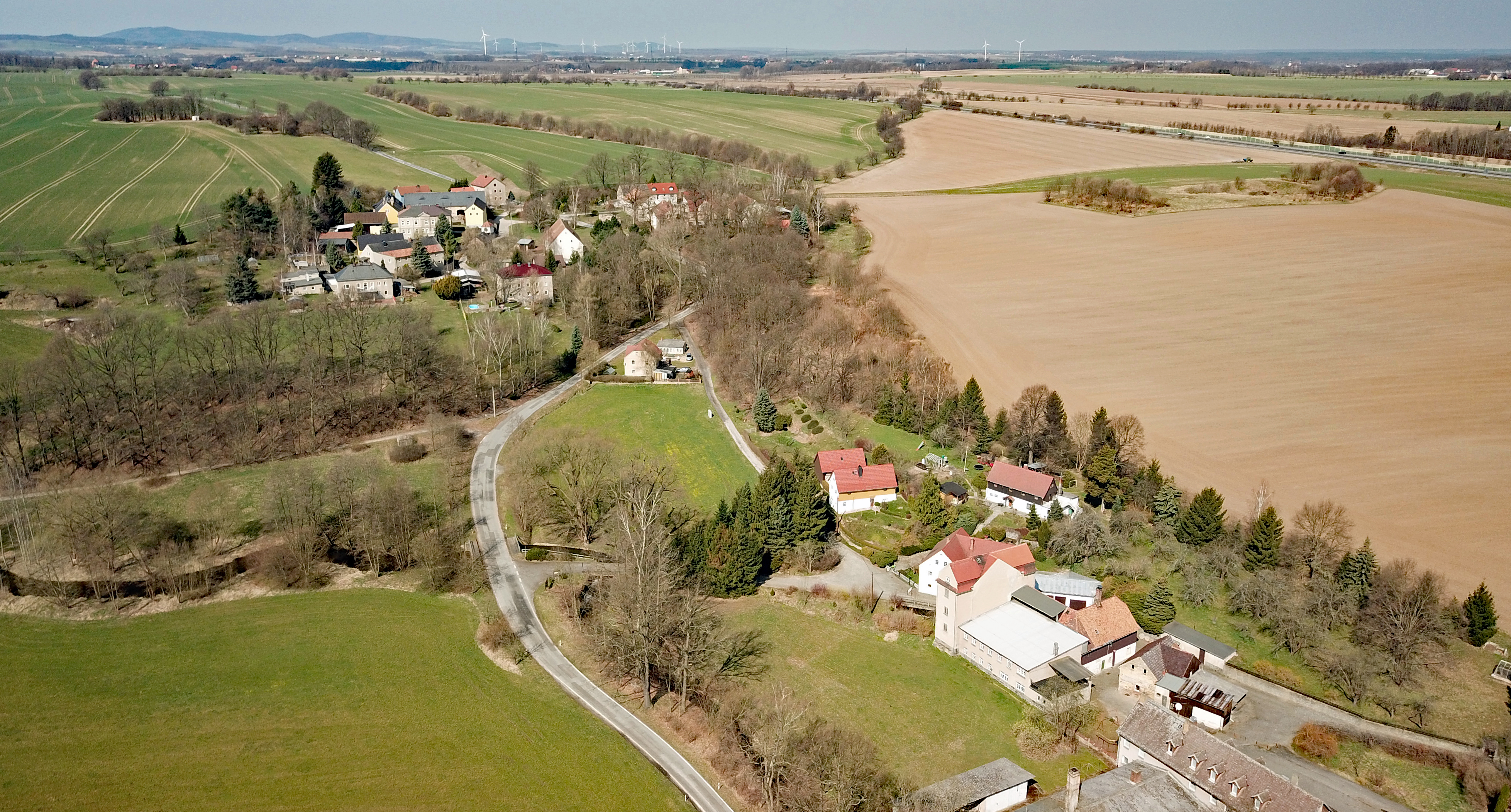
Coblenz aus der Luft

Coblenz, obersorbisch Koblicyⓘ, ist ein Dorf im Zentrum des Landkreises Bautzen in Ostsachsen und gehört seit 1994 zur Gemeinde Göda. Es zählt zum offiziellen sorbischen Siedlungsgebiet in der Oberlausitz.

## Geografie
Der Ort befindet sich etwa elf Kilometer westlich der Großen Kreisstadt Bautzen und dreieinhalb Kilometer nordwestlich des Gemeindezentrums Göda am Westhang des Schwarzwasser-Tales. Der Höhenunterschied zwischen dem westlichen Ortseingang und dem östlichen Ortsende am Flüsschen beträgt etwa 35 Meter. Siedlungshistorisch handelt es sich um einen typisch slawischen Rundweiler, der aus den drei schon seit Jahrhunderten verzeichneten historischen Höfen im westlichen Ortsteil und in der Neuzeit hinzugefügten einzelnen Häusern besteht.
Die Nachbarorte sind Zischkowitz jenseits der Autobahn im Norden, Pietzschwitz im Osten, Nedaschütz im Süden und Dobranitz im Westen. Direkt nördlich des Ortes verläuft die Autobahn 4 (Dresden – Wrocław).

## Geschichte

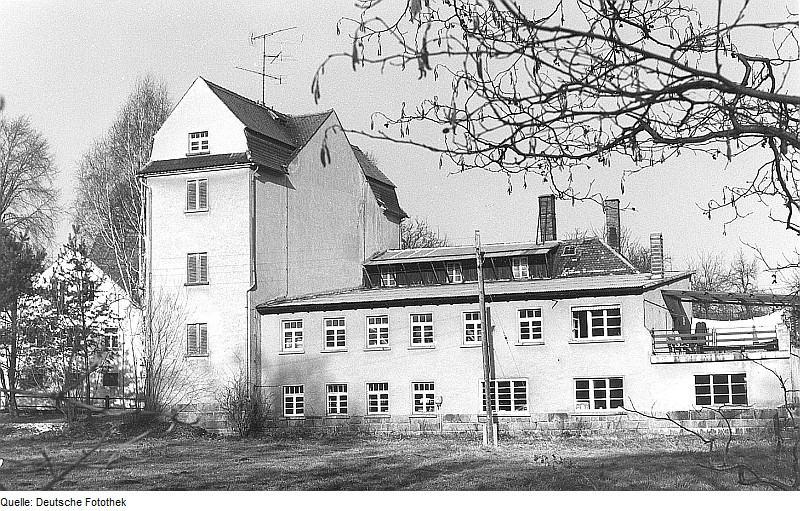
Die Fehrmann-Mühle am Schwarzwasser. Fehrmann ist noch heute einer der größten Bäckerbetriebe der Oberlausitz.

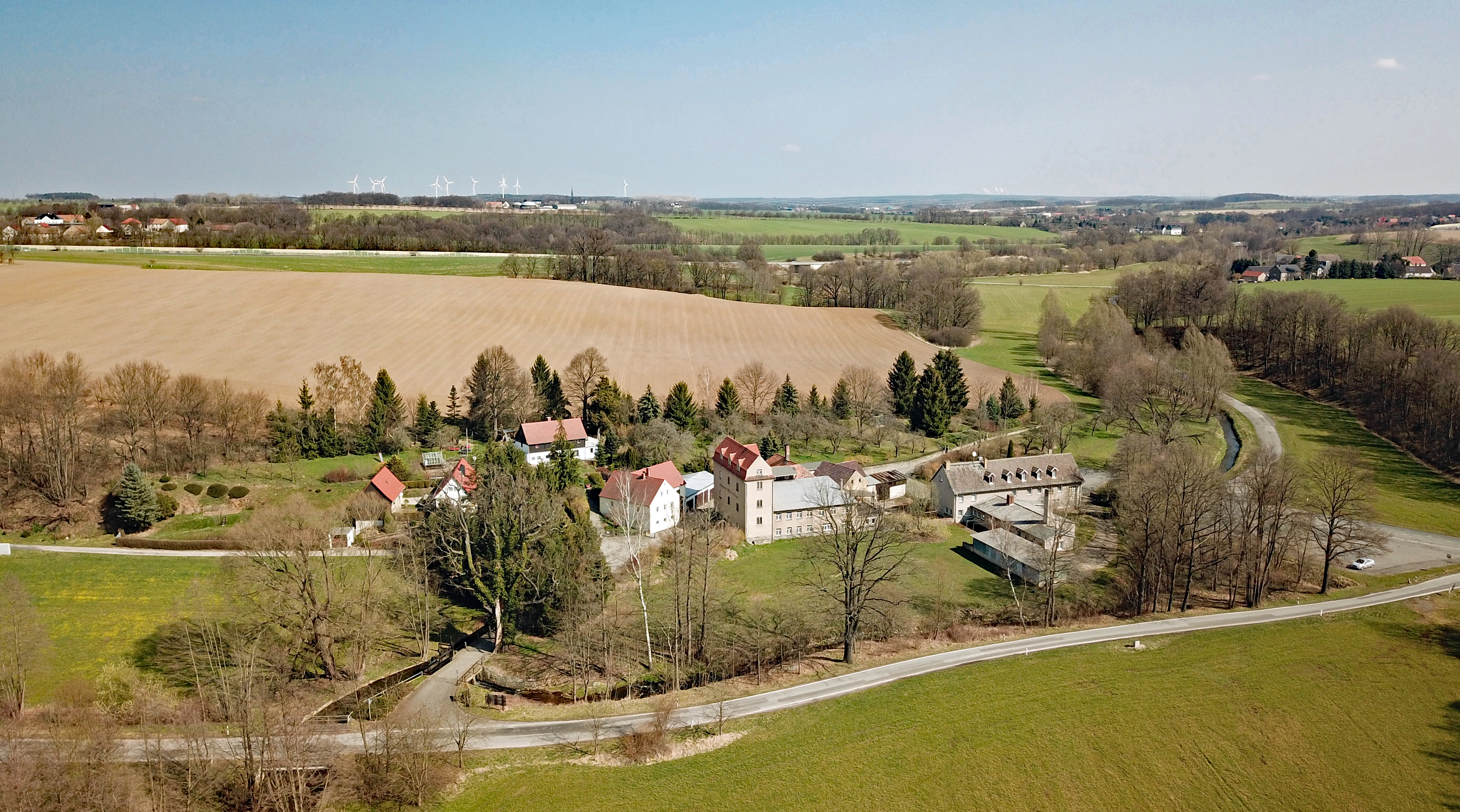
Die Fehrmann-Mühle aus der Luft

Coblenz wurde im Jahre 1222 erstmals urkundlich als Cobuliz erwähnt. Wie das benachbarte Dobranitz gehörte es zum Burgward Göda, der 1006 dem Bistum Meißen als Schenkung zugekommen war. Die große Coblenzer Schanze, ein doppelter Burgwall südwestlich des Ortes zwischen Schwarzwasser im Osten und Großhänchener Wasser im Westen, zeigt jedoch, dass der Ort schon zu Zeiten der Billendorfer Kultur als Siedlung genutzt wurde. Im Frühling 1868 wurde auf der Anhöhe zwischen Coblenz und Zischkowitz ein größerer Bronzewaffenfund gemacht. Mit dem „Coblenzer Sterbehügel“ fand sich unweit des Ortes ein frühgeschichtliches Gräberfeld.
Der Ortsname wird vom altsorbischen koblica (Stutenhof, Stuterei) hergeleitet; koblenc heißt auch im modernen Sorbischen noch Stutenstall.
Mit der Säkularisation der Bistumsterritorien im Jahre 1559 kam das Amtsdorf Coblenz gemeinsam mit dem Rest der oboedentia slavonica (Slawische Obödienz) des Amtes Stolpen zum Kurfürstentum Sachsen, so dass von nun an bis 1635 die sächsisch-böhmische Staatsgrenze direkt nördlich des Ortes verlief. Der nördliche Nachbarort Zischkowitz zählte bereits zur böhmischen Oberlausitz.
Coblenz war seit dem 19. Jahrhundert eine eigenständige Landgemeinde mit einer Schule (seit 1871), von 1936 an mit den Ortsteilen Dobranitz, Kleinpraga, Nedaschütz, Pietzschwitz und Zischkowitz. Bei der Gemeindegebietsreform 1994 wurde die Gemeinde Coblenz mit Prischwitz und Göda zur neuen Gemeinde Göda zusammengelegt.

## Bevölkerung
Die Einwohnerzahl von Coblenz schwankte im 19. und 20. Jahrhundert stets zwischen 70 und 90. Nach der Gemeindegebietsreform hatte die Gemeinde Coblenz mit ihren fünf Ortsteilen 1939 588 Bewohner. Nach dem Zweiten Weltkrieg kamen zahlreiche deutschsprachige Aussiedler in die Gemeinde, so dass die Einwohnerzahl bis 1950 auf 782 stieg, um in den nachfolgenden Jahrzehnten wieder unter Vorkriegsniveau zu sinken (1990: 477 Einwohner). Nach 1990 setzte sich der Bevölkerungsrückgang – wie allgemein in der Oberlausitz – beschleunigt fort.
Die Bevölkerung ist seit dem 16. Jahrhundert überwiegend evangelisch und nach Göda gepfarrt.
Für seine Statistik über die sorbische Bevölkerung der Lausitz ermittelte Arnošt Muka in den 1880er Jahren eine Bevölkerungszahl von 83 Einwohnern. Davon waren 77 Sorben (93 %) und sechs Deutsche. Damals wie heute liegt Coblenz am Rand des sorbischen Kernsiedlungsgebietes in der Oberlausitz. Der Anteil der sorbischen Bevölkerung ist seitdem – auch durch die kriegsbedingten Veränderungen der Bevölkerungsstruktur – zurückgegangen. So zählte Ernst Tschernik 1956 in der Gemeinde Coblenz (mit Dobranitz und Nedaschütz) einen sorbischsprachigen Bevölkerungsanteil von nur noch 35,2 %.